# Brecha generacional

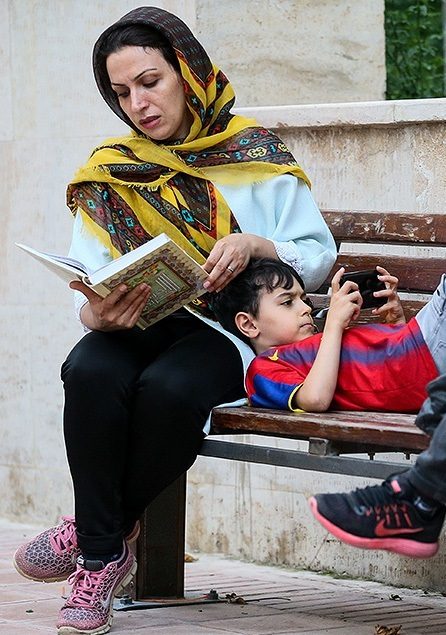

Una brecha generacional es una diferencia de opiniones entre una generación y otra en cuanto a creencias, políticas o valores. En el uso actual, la brecha generacional se refiere a menudo a una brecha percibida entre los jóvenes y sus padres o abuelos.

## Historia
Los primeros sociólogos como Karl Mannheim notaron diferencias a través de las generaciones en cómo la juventud transita hacia la edad adulta y estudiaron las formas en que las generaciones se separan unas de otras, en el hogar y en situaciones y espacios sociales (como iglesias, clubes, centros de ancianos y centros juveniles).
La teoría sociológica de la brecha generacional salió a la luz por primera vez en el decenio de 1960, cuando la generación más joven (más tarde conocida como baby boomers) parecía ir en contra de todo lo que sus padres (probablemente la generación silenciosa) habían creído anteriormente en términos de música, valores, puntos de vista gubernamentales y políticos, así como gustos culturales. Los sociólogos se refieren ahora a la brecha generacional como segregación institucional por edad. Por lo general, cuando cualquiera de estos grupos de edad se dedica a su actividad principal, los miembros individuales están físicamente aislados de las personas de otras generaciones, con poca interacción a través de las barreras de edad, excepto a nivel de la familia nuclear.

## Distinción de las brechas generacionales

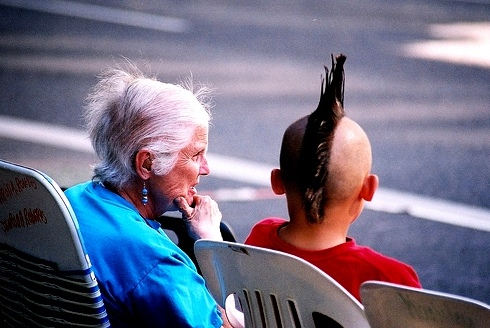

Hay varias maneras de hacer distinciones entre las generaciones. Por ejemplo, se dan nombres a los grupos principales (generación silenciosa, baby boomers, generación X, generación Y, generación Z y generación Alfa) y cada generación establece sus propias tendencias y tiene su propio impacto cultural.

### Uso del lenguaje
Se puede distinguir por las diferencias en su uso del lenguaje. La brecha generacional ha creado una brecha paralela en el lenguaje que puede ser difícil para comunicarse. Este problema es visible en toda la sociedad, creando complicaciones en la comunicación diaria en el hogar, en el lugar de trabajo y en las escuelas. A medida que las nuevas generaciones buscan definirse a sí mismas como algo diferente de lo antiguo, adoptan una nueva jerga, permitiendo a una generación crear un sentido de división con respecto a la anterior. Esta es una brecha entre las generaciones que vemos todos los días. «El símbolo más importante del hombre es su lenguaje y a través de este lenguaje, define su realidad.»
Jerga
La jerga es un conjunto siempre cambiante de palabras y frases coloquiales que los hablantes utilizan para establecer o reforzar la identidad social o la cohesión dentro de un grupo o con una tendencia en la sociedad en general. A medida que cada generación se esfuerza por establecer su propia identidad única entre sus predecesoras, se puede determinar que las brechas generacionales ejercen una gran influencia en el continuo cambio y adaptación de la jerga. Como la jerga se considera a menudo un dialecto efímero, se requiere un suministro constante de nuevas palabras para satisfacer las exigencias del rápido cambio de características. Si bien la mayoría de los términos poseen una popularidad bastante breve, la jerga proporciona una selección rápida y fácilmente disponible para establecer y mantener las brechas generacionales en un contexto social.
Influencias tecnológicas
Cada generación desarrolla una nueva jerga, pero con el desarrollo de la tecnología las brechas de comprensión se han ampliado entre las generaciones más viejas y las más jóvenes. «El término habilidades de comunicación, por ejemplo, podría significar habilidades formales de escritura y habla para una persona mayor. Pero podría significar correo electrónico y mensajería instantánea para un veinteañero». La gente tiene a menudo conversaciones privadas en una habitación abarrotada debido a los avances de los teléfonos móviles y los mensajes de texto. Entre los usuarios de estos últimos se ha desarrollado un tipo de jerga o lenguaje, a menudo manteniendo fuera a los que no son tan expertos en tecnología. «Los niños dependen cada vez más de dispositivos tecnológicos personales como los teléfonos móviles para definirse y crear círculos sociales aparte de sus familias, cambiando la forma en que se comunican con sus padres. Los teléfonos móviles, la mensajería instantánea, el correo electrónico y similares han animado a los usuarios más jóvenes a crear su propio lenguaje escrito inventivo, extravagante y muy privado. Esto les ha dado la oportunidad de esconderse a plena vista. Están más conectados que nunca, pero también son mucho más independientes. Los mensajes de texto, en particular, se han convertido quizás en la versión de pig latin de esta generación».
Mientras que en el caso de los conocimientos lingüísticos como la taquigrafía, un sistema popular durante el siglo XX, las innovaciones tecnológicas que se producen entre generaciones han hecho obsoletos estos conocimientos. Las generaciones más antiguas utilizaban la taquigrafía para poder tomar notas y escribir más rápido utilizando símbolos abreviados, en lugar de tener que escribir cada palabra. Sin embargo, con la nueva tecnología y los teclados, las nuevas generaciones ya no necesitan estas antiguas habilidades de comunicación, como la taquigrafía Gregg. Las habilidades lingüísticas como las clases de taquigrafía se enseñaban en muchas escuelas secundarias y ahora los estudiantes rara vez han visto o incluso oído hablar de formas como la taquigrafía.
Las transiciones de cada nivel de desarrollo de la vida han permanecido iguales a lo largo de la historia. Todos han compartido los mismos hitos básicos en su viaje desde la infancia, a través de la mediana edad y hasta la jubilación. Sin embargo, aunque los caminos siguen siendo los mismos -es decir, asistir a la escuela, casarse, formar una familia, jubilarse- el viaje real varía no solo con cada individuo, sino con cada nueva generación. Por ejemplo, con el paso del tiempo, la tecnología se está introduciendo en individuos cada vez más jóvenes. Mientras que los baby boomers tuvieron que introducir Atari y las videograbadoras a sus padres, la generación Y tuvo que enseñar a sus padres cómo manejar cosas como los DVR, los teléfonos móviles y las redes sociales. En 2011, la National Sleep Foundation realizó una encuesta que se centró en el sueño y el uso de la tecnología; el 95 % de los encuestados admitió haber utilizado algún tipo de tecnología en la última hora antes de irse a la cama por la noche. El estudio comparó la diferencia en los patrones de sueño de quienes veían la televisión o escuchaban música antes de acostarse con los de quienes usaban teléfonos móviles, videojuegos e Internet.
El estudio se centró en los baby boomers, la generación X, la generación Y y la generación Z. La investigación, como era de esperar, mostró las brechas generacionales entre las diferentes formas de tecnología utilizadas. La mayor brecha se mostró entre enviar mensajes de texto y hablar por teléfono; el 56 % de los gen Z y el 42 % de los gen Y admitieron enviar, recibir y leer mensajes de texto todas las noches dentro de la hora anterior a la hora de dormir, comparado con solo el 15 % de los gen X y el 5 % de los baby boomers. Estos fueron más propensos a ver la televisión en la última hora antes de acostarse, 67 %, comparado con los gen Y, que llegó a un 49 %. Cuando se les preguntó sobre el uso de la computadora e Internet en la última hora antes de acostarse, el 70 % de los encuestados admitió usar la computadora «unas cuantas veces a la semana», y de ellos, el 55 % de los gen Z dijo que «navegan por la web» todas las noches antes de acostarse.
Intermediación lingüística
Otro fenómeno dentro de un idioma que funciona para definir una brecha generacional se produce dentro de las familias en las que las diferentes generaciones hablan diferentes idiomas primarios. Con el fin de encontrar un medio para comunicarse dentro del entorno familiar, muchos han adoptado la práctica de la intermediación lingüística, que se refiere a la «interpretación y traducción realizadas en situaciones cotidianas por bilingües que no han tenido una formación especial». En las familias de inmigrantes en las que la primera generación habla principalmente en su lengua materna, la segunda generación habla principalmente en el idioma del país en el que viven, pero conserva el idioma dominante de sus padres, y la tercera generación habla principalmente en el idioma del país en el que nació, pero conserva poco o nada de lenguaje de conversación en la lengua materna de sus abuelos; los miembros de la segunda generación de la familia sirven de intérpretes no solo para las personas de fuera, sino también dentro del hogar, impulsando aún más las diferencias y divisiones generacionales por medio de la comunicación lingüística.
Además, en algunas familias y comunidades de inmigrantes, la intermediación lingüística también se utiliza para integrar a los niños en las empresas familiares y en la sociedad civil. La integración de los niños se ha vuelto muy importante para establecer vínculos entre las nuevas comunidades de inmigrantes y la cultura predominante y las nuevas formas de sistemas burocráticos. También sirve para el desarrollo del niño mediante el aprendizaje y la participación.
Actitud en el lugar de trabajo
El USA Today informó de que las generaciones más jóvenes «están entrando en el mundo laboral haciendo frente al cambio demográfico y a un lugar de trabajo cada vez más multigeneracional». Múltiples estudios muestran que los intereses compartidos a través de la brecha generacional por los miembros de ese lugar de trabajo pueden diferir sustancialmente.
Una creencia popular de las generaciones más antiguas es que las características de los milénicos pueden complicar potencialmente las interacciones profesionales. Algunos consideran que los milénicos son narcisistas y egocéntricos. Cuando entran en una nueva organización, a menudo son recibidos por compañeros de trabajo cautelosos. Los estudios han encontrado que los milénicos suelen tener una confianza excepcional en sus habilidades y buscan roles clave en proyectos significativos al principio de sus carreras.
La mayoría de estas expectativas infladas son resultado directo de la educación de la generación. Durante la Gran Recesión, los milénicos vieron de primera mano como sus padres trabajaban largas horas, solo para ser víctimas de reducciones de personal y despidos. Muchas familias no pudieron soportar estos desafíos, lo que llevó a altas tasas de divorcio y familias rotas. De hecho, el 59 % de los milénicos dicen que la Gran Recesión impactó negativamente en sus planes de carrera, mientras que solo el 35 % de los trabajadores maduros sienten lo mismo. Por estas razones, los milénicos son más propensos a negociar los términos de su trabajo. Aunque algunos boomers ven esto como un comportamiento perezoso, otros han sido capaces de aprender de los milénicos, reflexionando sobre si los sacrificios que habían hecho en sus vidas les proporcionaron la felicidad que esperaban.
Al crecer, los milénicos miraban a los padres, maestros y entrenadores como una fuente de elogios y apoyo. Formaban parte de un sistema educativo con notas infladas y pruebas estandarizadas, en el que eran capaces de rendir bien. Los milénicos desarrollaron una fuerte necesidad de una frecuente y positiva retroalimentación de los supervisores. Hoy en día, los gerentes se encuentran evaluando la productividad de sus subordinados con bastante frecuencia, a pesar de que a menudo la encuentran onerosa. Además, los salarios y beneficios laborales de los milénicos dan a esta generación una idea de lo bien que se están desempeñando. Los milénicos ansían el éxito, y se ha demostrado que los trabajos bien pagados les hacen sentir más exitosos.
Debido a que los proyectos en grupo y las presentaciones fueron comunes durante la escolaridad de los milénicos, esta generación disfruta colaborando e incluso desarrollando estrechas amistades con sus colegas. El trabajo en equipo aumenta la innovación, mejora la productividad y reduce los costos de personal. Los supervisores encuentran que los milénicos evitan el riesgo y la responsabilidad confiando en los miembros del equipo al tomar decisiones, lo que les impide mostrar sus propias habilidades.
Tal vez la diferencia más citada entre las generaciones más viejas y las más jóvenes es la competencia tecnológica. Los estudios han demostrado que su dependencia de la tecnología ha hecho que los milénicos se sientan menos cómodos con la interacción cara a cara y con el desciframiento de señales verbales. Sin embargo, la competencia tecnológica también tiene sus beneficios; los milénicos son mucho más eficaces en la multitarea, la respuesta a la estimulación visual y el filtrado de información que las generaciones más antiguas.
Sin embargo, según los estudios de compromiso, los trabajadores más veteranos y las nuevas generaciones de trabajadores comparten pensamientos similares sobre una serie de temas a través de la brecha generacional. Sus opiniones se superponen en cuanto a horarios de trabajo flexibles/arreglos, promociones/bonos, la importancia del dominio de la informática y el liderazgo. Además, la mayoría de los milénicos y trabajadores experimentados disfrutan de ir a trabajar todos los días y se sienten inspirados para dar lo mejor de sí mismos.

### Conciencia generacional
La conciencia generacional, trabajada por el científico social Karl Mannheim, es otra forma de distinguir generaciones. La conciencia generacional es cuando un grupo de personas adquiere conciencia de su lugar en un grupo distinto identificable por sus intereses y valores compartidos. Los cambios sociales, económicos o políticos pueden traer la conciencia de estos intereses y valores compartidos para personas de edad similar que experimentan estos eventos juntos y por lo tanto forman una conciencia generacional. Estos tipos de experiencias pueden influir en el desarrollo de los individuos a una edad temprana y permitirles comenzar a hacer sus propias interpretaciones del mundo basadas en encuentros personales que los diferencian de otras generaciones.

### Vida intergeneracional
«Tanto el aislamiento social como la soledad de los hombres y mujeres de edad avanzada están asociados con el aumento de la mortalidad, según un informe de 2012 de la National Academy of Sciences de Estados Unidos de América». La vida intergeneracional es un método que se está utilizando en todo el mundo como medio para combatir esos sentimientos. Una residencia de ancianos de Deventer (Países Bajos) elaboró un programa en el que se proporcionaba a los estudiantes de una universidad local pequeños apartamentos gratuitos dentro de las instalaciones de la residencia de ancianos. A cambio, los estudiantes se ofrecían como voluntarios un mínimo de 30 horas al mes para pasar tiempo con los ancianos. Los estudiantes veían deportes con los ancianos, celebraban cumpleaños y simplemente les hacían compañía durante las enfermedades y los momentos de angustia. Programas similares al de los Países Bajos fueron desarrollados desde mediados de los 90 en Barcelona, España. En el programa español, los estudiantes eran alojados en hogares de ancianos, con un objetivo similar de alojamiento gratuito o barato a cambio de compañía para los ancianos. Ese programa se extendió rápidamente a otras 27 ciudades de España, y programas similares se pueden encontrar en Lyon, Francia, y Cleveland, Ohio.

### Demografía
Para que los sociólogos comprendan la transición a la edad adulta de los niños en las diferentes brechas generacionales, comparan la generación actual con las generaciones anteriores al mismo tiempo. Cada generación no solo experimenta sus propias formas de maduración mental y física, sino que también crea nuevos aspectos de la asistencia a la escuela, la formación de nuevos hogares, la creación de familias e incluso la creación de nuevas demografías. La diferencia demográfica en cuanto a valores, actitudes y comportamientos entre las dos generaciones se utiliza para crear un perfil para la generación emergente de adultos jóvenes.
Tras el próspero éxito económico que fue producto de la Segunda Guerra Mundial, la población de América se disparó entre los años 1940-1959, por lo que la nueva generación americana se llamó los baby boomers. A partir de 2017, muchos de estos baby boomers han celebrado su 60.º cumpleaños y en los próximos años la población de la tercera edad de Estados Unidos aumentará exponencialmente debido a la población de personas que nacieron entre los años 1940 y 1959. Sin embargo, la brecha generacional entre los baby boomers y las generaciones anteriores está creciendo debido a la población boomer de la posguerra.
Existe una gran diferencia demográfica entre la generación de los baby boomers y las generaciones anteriores, donde las primeras generaciones son menos diversas racial y étnicamente que la población boomer. Donde se produce esta drástica diferencia demográfica racial también se mantiene una brecha cultural en continuo crecimiento; los baby boomers han tenido en general una mayor educación, con un mayor porcentaje de mujeres en el mercado laboral y más a menudo ocupando puestos profesionales y directivos. Estas drásticas brechas culturales y generacionales crean problemas de preferencias comunitarias así como de gastos.